# Alacran (género)
Alacran es un género de escorpiones  de la familia Typhlochactidae. Fue descrito por Francke en 1982. El nombre común  “alacrán” se le otorgó debido a que al’aqráb significa escorpión en árabe hispánico. Un dato muy curioso que presenta es como usan su cola para defenderse. El nombre común alacrán es sinónimo de escorpión en el mundo hispánico.

## Clasificación y descripción del género
El género Alacran está conformado por tres especies, Alacran chamuco ("chamuco") Francke 2009, Alacran tartarus Francke 1982, y Alacran triquimera Santibáñez-López et al. 2014, todos de hábitos  troglobios. Los escorpiones integrantes de este género habitan únicamente dentro de cuevas, algunas de ellas tan profundas que llegan a los 900 metros bajo el suelo. Las condiciones propias de este medio han dado como resultado que sus adaptaciones sean bastante especializadas, ejemplo de ello es la ausencia de “ojos” y un alargamiento de los artejos. Su coloración es amarilla pálida, cercana a marrón, son de tamaño medio, van de los 4 a los 6 cm.

## Distribución
Es endémico de México y se ubica en la zona central de la Sierra Madre Oriental, en los estados de Puebla y Oaxaca.

## Hábitat
Se han hallado únicamente en cuevas, deambulando por las paredes de las mismas. Debido a la dificultad que representa el poder descender a estos lugares, se desconocen la mayor parte de sus hábitos.

## Estado de conservación
Se desconoce el estado real que guardan las poblaciones de alacranes pertenecientes a este género, sin embargo, se presume que al encontrarse en condiciones de confinamiento tan específico son sumamente frágiles ante cualquier tipo de cambio en el medio.